# Armonie economiche
Armonie economiche è un saggio di economia scritto da Frédéric Bastiat. Pubblicato nel 1850 dall'editore Guillaumin, e tradotto nello stesso anno in varie lingue europee, esso tenta di sistematizzare il pensiero economico e morale dell'autore che affonda le proprie radici nel liberalismo francese di Jean-Baptiste Say, Charles Comte, e Charles Dunoyer;  l'opera rimase incompiuta per l'improvvisa morte di Bastiat avvenuta a Roma nel dicembre del 1850, prima della stesura dell'ultimo volume che sarebbe stato secondo l'autore il completamento della sua opera filosofica.
Molti anni più tardi Prospero Paillottet e Ruggero de Fontenay, e altri amici di Bastiat, acquisirono dagli eredi i manoscritti che avrebbero dovuto aggiungersi alla prima edizione, e pubblicarono una nuova versione delle armonie con i nuovi ritrovamenti. Gli scritti postumi oltre a nuovi concetti di economia spaziavano anche sul diritto, filosofia morale, etica, e in alcuni passi anche teologia, rendendo l'opera finale un vero e proprio sunto del pensiero liberale di Bastiat, e consacrandolo tra i più importanti e significativi filosofi liberali di sempre. In Italia la versione completa fu pubblicata dalla UTET nel 1945 con una introduzione di Francesco Ferrara.

## Capitoli (edizione italiana UTET 1945)
1. Armonie economiche
2. Bisogni, sforzi, soddisfazioni
3. Dei bisogni dell'uomo
4. Cambio
5. Del valore
6. Ricchezza
7. Capitale
8. Proprietà, comunità
9. Proprietà fondiaria
10. Concorrenza

### Capitoli aggiunti nella nuova edizione dopo la morte di Bastiat
- Produttore-consumatore
- I due motti
- Della rendita
- Dei salari
- Del risparmio
- Della popolazione
- Servizi privati, servizi pubblici
- Cause perturbatrici
- Guerra
- Responsabilità
- Solidarietà
- Motore sociale
- Il male
- Perfettibilità
- Rapporti dell'economia politica, con la morale, con la politica, con la legislazione e con la religione

## Edizioni in lingua italiana
- Bastiat F.-Garnier G.- Stuart Mill G. Armonie economiche (elementi d'economia politica) "biblioteca dell'economista" vol XII. Torino, cugini Pomba, 1851.
- Armonie economiche e opuscoli vari, traduzione di Giovanni Anziani e preceduti da un discorso sulla vita e sulle opere dell'autore scritto dall'avv. Leonardo Gotti, 2 voll. Nel secondo volume sono contenuti i pamphlet; tra cui per la prima volta tradotto in italiano (maledetto denaro) e inoltre (lo Stato, capitale e rendita, quel che si vede e quel che non si vede), Felice Le Monnier, Firenze, 1857.
- Armonie economiche, Frederic Bastiat, con una premessa di Agostino Canonica ed un'introduzione di Francesco Ferrara (collana sociologi ed economisti n.6) UTET, Torino 1945.